# Jirnice
Jirnice (Polemonium) je rod převážně vytrvalých rostlin rozšířených v Severní i Jižní Americe, Evropě, netropické Asii a také v Austrálii. Rod je tvořen asi 27 druhy, z toho v české přírodě roste poměrně vzácně jen jediný, jirnice modrá a v celé Evropě pouze čtyři. Největší počet druhů pochází a roste v Americe.

## Význam
Některé druhy jirnice bývají pěstovány jako okrasné rostliny v zahradách a parcích. Jsou žádány pro svou vytrvalost, nenáročnost a hlavně pro květy, kvetou od poloviny jara do poloviny léta v barvě modré, fialové a vzácněji bílé či žluté. Nejčastěji se pěstuje jirnice modrá, jirnice plazivá a jejich hybrid Polemonium × richardsonii.

## Popis

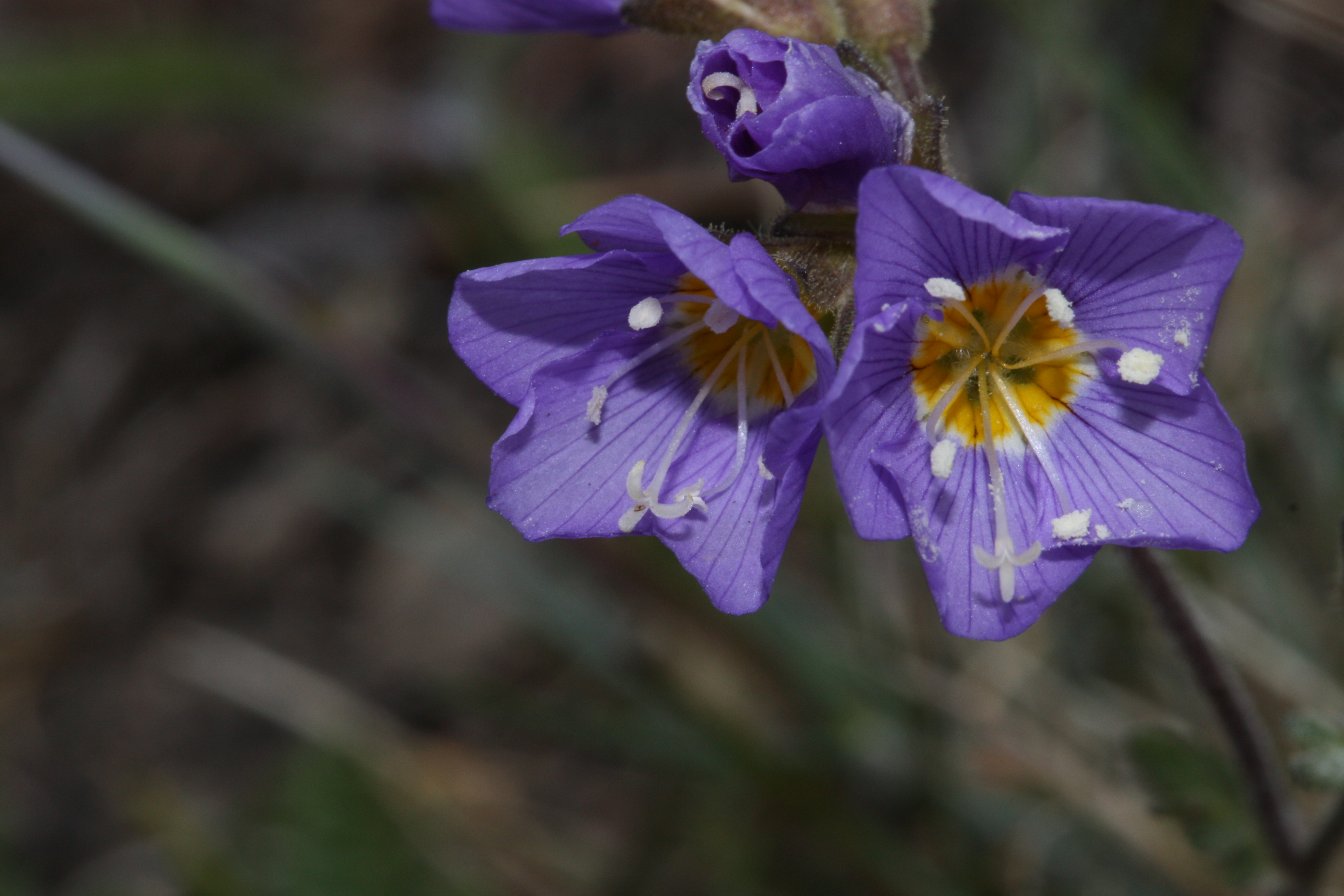
Květ jirnice nejkrásnější

Jirnice jsou byliny dorůstající do výšky 15 až 100 cm. Jejich lodyhy vyrůstající z vodorovných oddenků jsou rýhované, bývají jednoduché nebo v horní části větvené a vzpřímené neb poléhavé. Duté lodyhy jsou porostlé střídavými nebo přeslenitými listy, které jsou lichozpeřené či dlanitě zpeřené. Listy jsou řapíkaté až přisedlé a nemají palisty.
Pětičetné, oboupohlavné květy vyrůstají jednotlivě nebo v květenstvích ve vrcholících, chocholících nebo strboulech. Květní kalich má v jednom kruhu pět střechovitě srostlých, trvalých lístků. Pět částečně srostlých lístků v jednom přeslenu vytváří krátce zvonkovitou nebo nálevkovitou korunu s krátkou trubkou; lístky mívají barvu modrou, fialovou, růžovou, bílou nebo žlutou. Pět plodných tyčinek, střídající se s korunními plátky, nese prašníky pukající podélnými štěrbinami, často přečnívají z květu. Gyneceum je tvořeno třemi plodolisty, svrchní semeník má tři oddíly, vláknitá čnělka nese třílaločnou bliznu. Květy jsou opylovány hmyzem lákaným na nektar.
Plod je vejčitá nebo kulovitá, trojpouzdrá tobolka se zbytky kalichu. Otvírá se třemi chlopněmi, v pouzdře bývá až 12 hnědých či černých, oválných semen s endospermem.

## Taxonomie
Mimo jirnice modré se vysazuje v českých zahradách také severoamerický druh jirnice plazivá (Polemonium reptans L.) a jejich kříženec Polemonium ×richardsonii.
Mezi známější druhy dále patří:
- jirnice chudokvětá (Polemonium pauciflorum S. Wats.)
- jirnice lepkavá (Polemonium viscosum Nutt.)
- jirnice maltézská (Polemonium mellitum Nels.)
- jirnice masová (Polemonium carneum Gray)
- jirnice nejkrásnější (Polemonium pulcherrimum Hook.)
- jirnice pěkná (Polemonium pulchellum Bunge)
- jirnice půvabná (Polemonium delicatum Rydb.)
- jirnice stěsnaná (Polemonium confertum A. Gray)
- jirnice velkokvětá (Polemonium grandiflorum Benth.)
- jirnice vlnatá (Polemonium lanatum Pall.)
- jirnice výjimečná (Polemonium eximium Greene).[5][6]

## Galerie

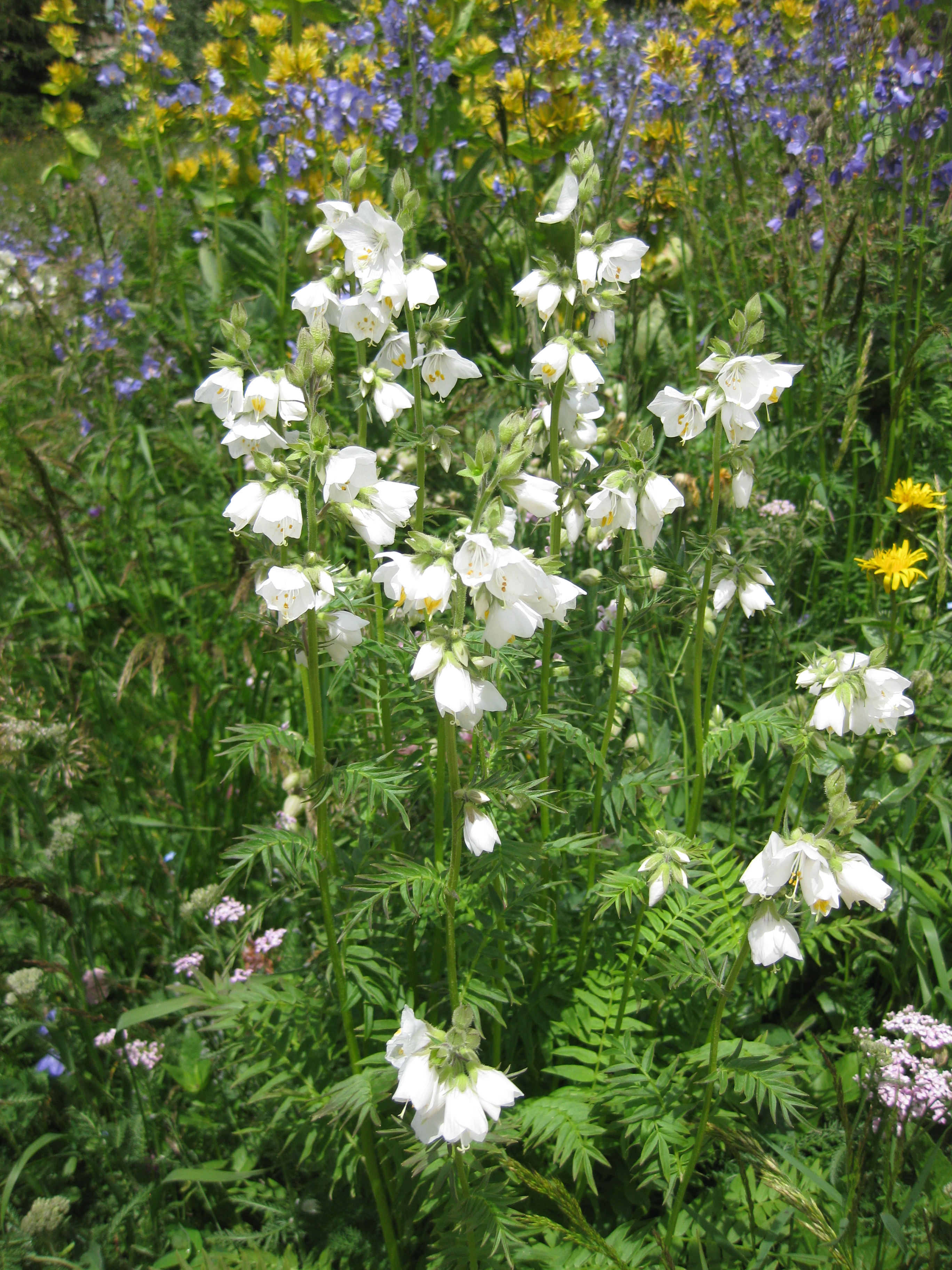
Jirnice modrá bílá varieta
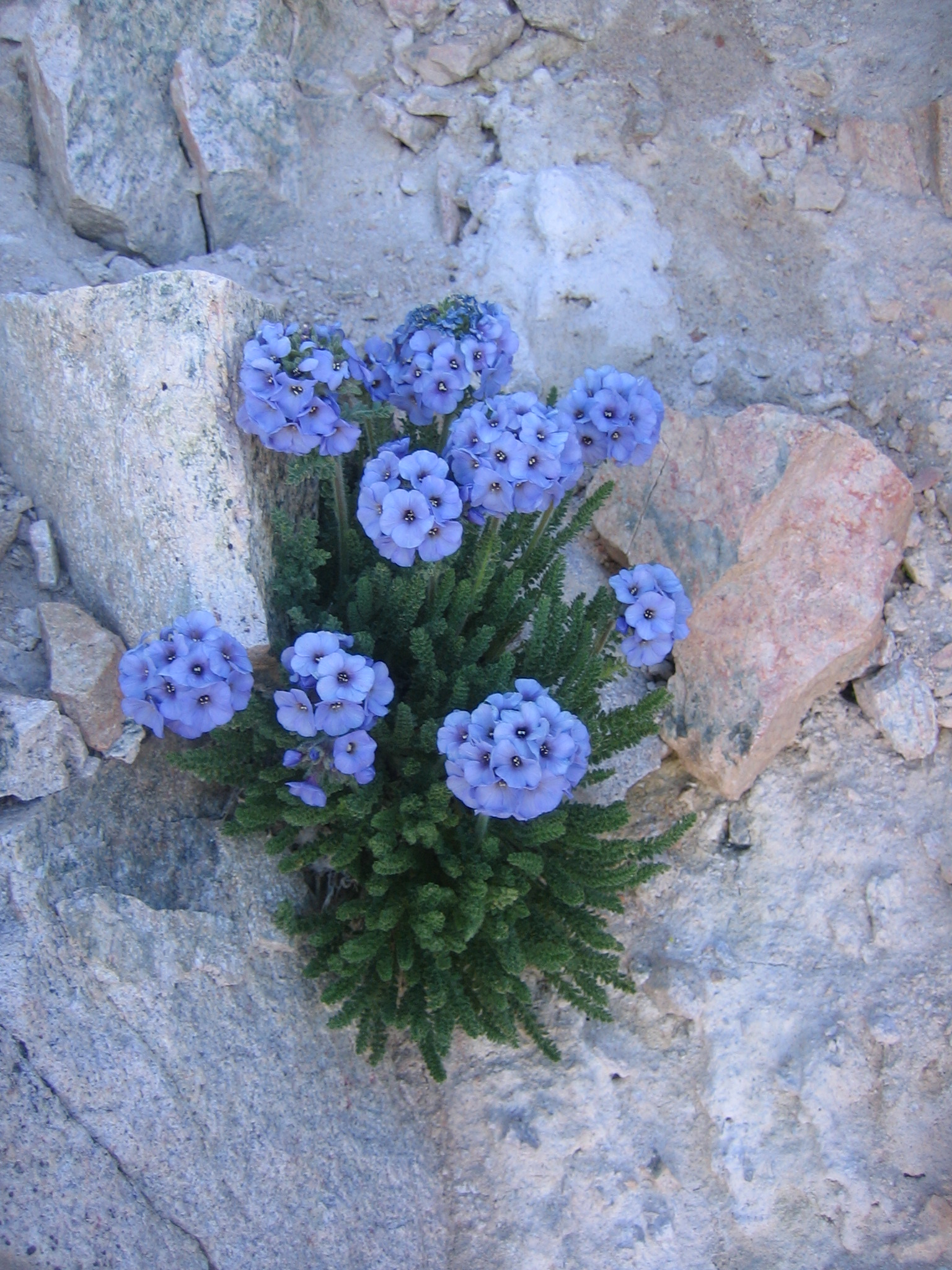
Jirnice lepkavá
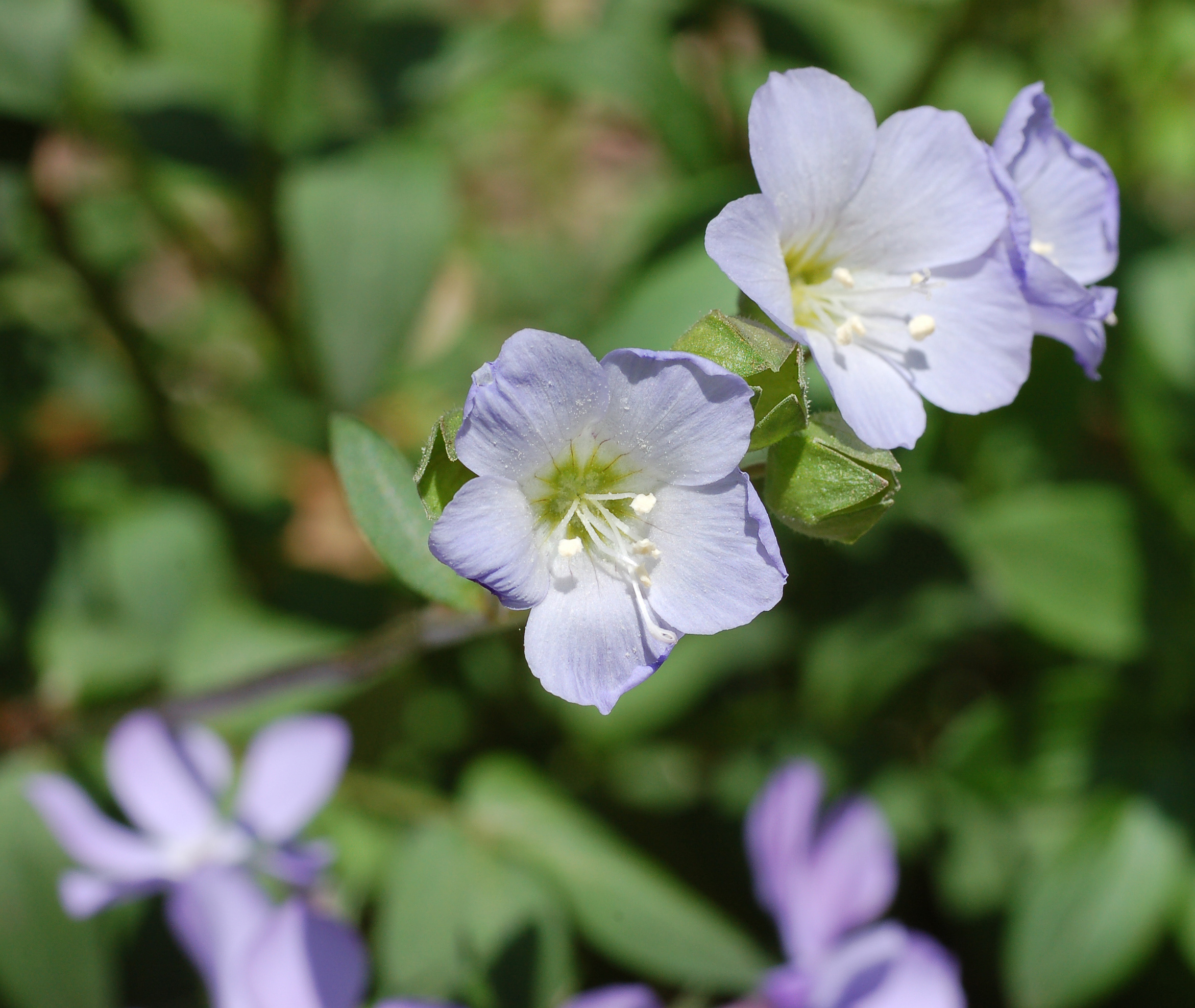
Jirnice plazivá
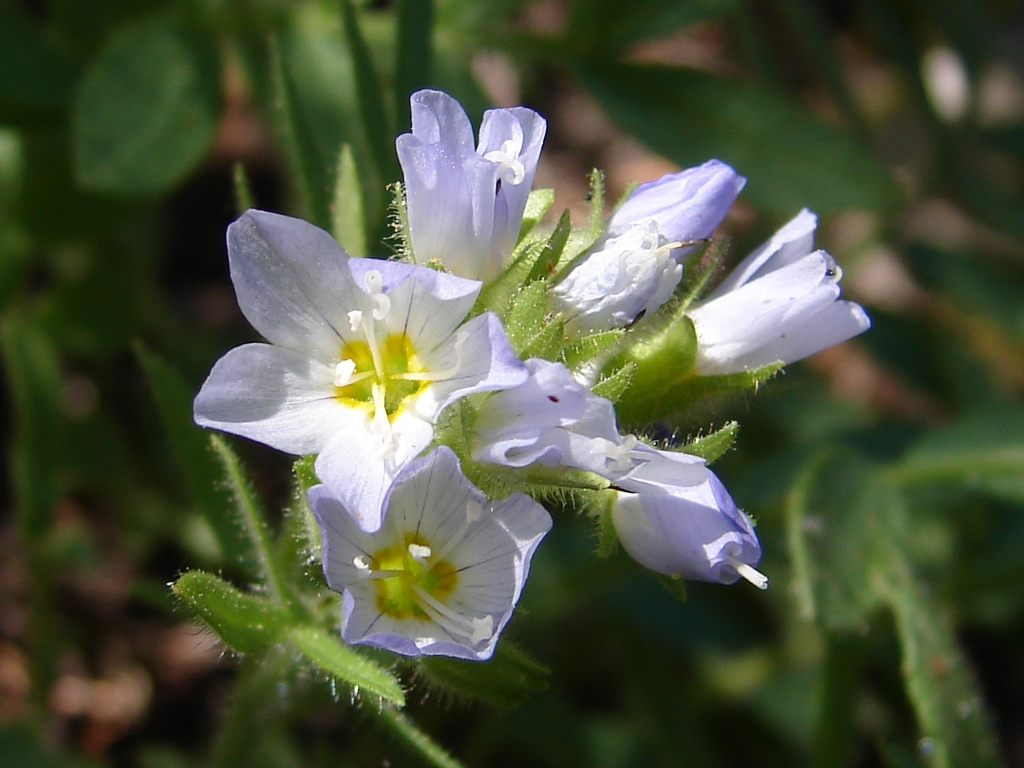
Jirnice kalifornská